# Vincze Dezső (költő)
Vincze Dezső (Bér, 1961. február 15. –) magyar költő, drámaíró.

## Rövid életrajz
(Pál apostol)
Vincze Dezső 1961 februárjában a festői Béren született; négyéves korától Egyházasdengelegen nevelkedett, és e palócföldi falucskában járta ki az általános iskolát is. A hatvani Bajza József Gimnáziumban érettségizett 1979-ben. Az évek során két főiskolát is elvégzett; a testnevelési egyetemen pedig középfokú ökölvívó-edzői képesítést szerzett. Tanulmányait évfolyamelsőként fejezte be az egri tanárképző főiskola magyar szakán. 
Az iskolákon túl, „a nagybetűs életben" segédmunkásként, agronómusként, matrózként, katonaként, könyvtárosként és magyartanárként is tevékenykedett. Az ország számos helységében lakott hosszabb-rövidebb ideig. 1973 óta kötődik Gyenesdiáshoz (ebben az évben vettek ott telket), s mintegy húsz éve állandó lakosa a községnek.
Rokoni szálak fűzik a magyar irodalom két kiválóságához: Ágh Istvánhoz és Nagy Lászlóhoz. Több mint egy tucat újság, folyóirat (Ezredvég, Hitel, Ifjúsági Magazin, Kapu, Lyukasóra, Palócföld, Somogy, Zalai Hírlap stb.) és három antológia közölte a verseit. Három verse hangzott el a Magyar Rádióban. Eddig három kötete látott napvilágot.
2016-ban a Hargitai-Haitsch Gyula Alapítvány írói és költői pályázatán verseivel első helyezést ért el.
E rövidke életrajzhoz szervesen kapcsolódik az a 75 perces film, mely a szülei nyugdíjazásakor rendezett ünnepségen készült, az egyházasdengelegi művelődési házban, 1994. június 12-én. A film címe: Búcsú Egyházasdengelegtől.

## Művei
- Létezésünk kertjében (versek, Budapest, 2008);
- Éltem, sokakat szeretve (dráma, Csíkszereda, 2014);
- Gyász és remény (versek, Pápa, 2015);
- Gyenesdiási Antológia (társszerző, Gyenesdiás, 2016);
- Egy bokszoló küzdelmei (dráma, 2018).

## Szépirodalmi feldolgozások
- Vincze Dezső: Ratkó József halála (vers, Palócföld, 1990. 2. sz.)

## Díjai, elismerései
- Hargitai-Haitsch Gyula Alapítvány írói és költői pályázat: verseivel I. helyezést ért el. (2016)